# Песма о Роланду
Песма о Роланду (фр. La Chanson de Roland) је епска поема из жанра Шансон де жест с краја 11. века. Ауторство се приписује Тироу, а поема говори о делима франачког војсковође Роланда у бици код Ронсвоа 778. године, за време владавине цара Карла Великог. Постоји девет сачуваних рукописа текста овог епа, при чему је верзија из Оксфорда написана на англо-норманском језику.
Песму о Роланду је на српском језику први пут објавила издавачка кућа Нолит 1960. године, у преводу Влада Драшковића.

## Тема
Песма о Роланду садржи око 4.000 стихова на старом француском језику. Прича говори о догађањима старим три века, т. ј. борби витеза Роланда (или Хрудлана), маркиза бретонске крајине, против моћне маварске армије у бици код Ронсевоа (која се одиграла 778. године), његовој погибији и каснијој освети Карла Великог.
Историчари верују да су се каролиншки витезови у поменутој бици борили против гериле народа Баска, а не Мавара. На овај начин је један локални рат представљен као „Свети рат”, вероватно да би се поткрепили разлози за Крсташке ратове.
То је класични пример средњовековне дворске литературе која слави историју, легенде, витештво и феудални понос.

## Радња
Војска Карла Великог води рат против арапских муслимана у Шпанији. Поход траје седам година, а последњи град који се држи је Сарагоса, којим влада краљ Марсиљ. Марсиљ је приказан не као муслиман, већ као следбеник Мухамеда и Аполина. Суочен са моћи франачке војске Карла Великог, Марсиљ тражи савет од свог мудраца Бланкандрина, који му препоручује да се помири са царем, као и да понуди капитулацију и таоце. У складу са тим, Марсиљ шаље изасланике Карлу Великом, обећавајући благо и Марсиљово преобраћење у хришћанство ако се Франци повуку у Франачку.
Карло Велики и његови људи, уморни од борбе, прихватају мировну понуду и бирају изасланика за Марсиљов двор. Војсковођа Роланд, Карлов нећак, предлаже свог очуха Ганелона као изасланика. Ганелон, који страхује да ће га непријатељ убити, оптужује Роланда да то потајно и жели и свети се тако што обавештава Сарацене како да нападну заштитницу Карлове војске, коју предводи Роланд, док Франци буду пролазили кроз планинске превоје по повратку у Франачку.
Као што је Ганелон предвидео, Роланд предводи заштитницу, заједно са мудрим и умереним Оливером и храбрим надбискупом Терпином. Муслимани их нападају код Ронсвоа и хришћани су бројчано надјачани. Оливер моли Роланда да затруби у свој рог како би позвао помоћ, али Роланд то одбија, сматрајући да би трубљење усред битке било чин кукавичлука. Ако Роланд буде наставио да одбија, Оливер му прети да више никада неће видети његову сестру коју Роланд највише воли. Међутим, надбискуп Терпин интервенише и упозорава их да ће битка бити фатална за све њих, па упућује Роланда да затруби у свој рог Олифант (ловачки рог од слоноваче) како би позвао у помоћ франачку војску. Цар чује позив на путу за Франачку, па се он и његови племићи враћају се упркос томе што Ганелон покушава да их обмане.
Роландови Франци се храбро боре, али су бројчано надјачани. Када скоро сви његови људи погину, а он схвати да их Карлова војска више не може спасити, Роланд ипак затруби у свој Олифант како би позвао на освету. Након још неколико борби, Роланд подлеже ранама и умире као мученик. Анђели односе његову душу у рај.
Када Карло и његови људи стигну на бојно поље, затичу лешеве Роланда и његових људи, након чега прогони муслимане до реке Ебро, где се они даве. У међувремену, Балигант, моћни емир Вавилона, стиже у Шпанију како би помогао Марсиљу. Његова војска се сусреће са Карловом код Ронсвоа, где хришћани сахрањују своје мртве. Франци се храбро боре, а када Карло убије Балиганта, муслиманска војска се распада и бежи, остављајући Францима да освоје Сарагосу. Са Марсиљовом женом Брамимондом, краљицом Сарагосе, Карло и његови људи враћају се у Ахен, његову престоницу у Франачкој.
Франци откривају Ганелонову издају и држе га у оковима до суђења, на коме Ганелон тврди да је његов поступак био легитимна освета, а не издаја. Иако веће барона окупљено да одлучи о судбини издајника испрва прихвата ову тврдњу, делимично због страха од Ганелоновог пријатеља Пинабела који прети да ће се борити са свима који Ганелона прогласе кривим, један човек, Тијери, тврди да је Ганелон починио издају јер је Роланд служио Карлу у време када је Ганелон над њим извршио освету.
Пинабел изазива Тијерија на двобој. Уз Божју интервенцију, Тијери убија Пинабела. На тај начин Франци су уверени у Ганелонову издају. Руке и ноге су му везане за четири коња и раскомадане, а тридесет његових рођака је обешено. Брамимонда прелази у хришћанство и добија име Јулијана. Док спава, Арханђел Гаврило поручује Карлу да крене у помоћ краљу Вивијену, због чега цар жали над својим животом.

## Значај
Песма о Роланду инспирисала је многе европске песнике. На немачки је преведена 1170. године. Песник Матео Марија Бојардо написао је дело Заљубљени Роланд у 15. веку, док је Ариосто објавио поему Бесни Орландо 1532. године.